# حبشي بن قيس النهمي
هو حبشي بن قيس بن سلمة بن طريف بن أبان بن سلمة بن حارثة الهمداني النهمي. وبنو نهم بطن من همدان. كان سلمة صحابياً ذكره جماعة من أهل الطبقات. وابنه قيس له إدراك ورؤية، وابن قيس حبشي ممن حضر الطف وجاء الحسين بن علي فيمن جاء أيام الهدنة. قال ابن حجر: وقُتل مع الحسين.